# محمد امین فاطمی
دکتر محمد امین فاطمی (متولد ۱۹۵۲ ولایت ننگرهار) پزشک و سیاستمدار برجسته افغانستان است. وی به عنوان مشاور سازمان جهانی بهداشت در ژنو سوئیس برای کشورهای مدیترانه ای خدمت کرده‌است. وی در سال ۲۰۰۴ وزیر صحت عامه افغانستان گردید، او پیشتر در سال‌های ۱۹۹۳ تا ۱۹۹۵ نیز در این پست خدمت می‌کرد. وی در سال ۲۰۱۰ به عنوان سرپرست وزارت و در سال ۲۰۱۲ به عنوان وزیر صحت عامه (وزارت بهداشت) فعالیت کرد.
فاطمی از سال ۲۰۱۰ تا ۲۰ آوریل ۲۰۱۷، هنگامی که به افغانستان بازگشت، به عنوان سفیر افغانستان در ژاپن مشغول به‌کار شد.